# Daisies (песня Джастина Бибера)
«Daisies» — песня канадского певца Джастина Бибера. Она вышла 11 июля 2025 года в качестве ведущего сингла его седьмого студийного альбома Swag. Эта альтернативно-поп-композиция рассказывает об отношениях Бибера с его женой Хейли Бибер. В ней используется простая Lo-Fi-инструментальная обработка, и она затрагивает темы неуверенности и серьёзности в отношениях. Песня получила высокую оценку критиков за свою аутентичность.

## Композиция
«Daisies» описывали как альтернативный поп-трек, в котором присутствуют lo-fi-электрогитара, барабаны и «винтажная последовательность аккордов в стиле ду-воп».
Фирменный стиль певца, «сладкий и плавный R&B», уравновешивается «пыхтящей гитарой и сокрушительной перкуссией». Песня, пропитанная «зажигательным» настроением, вдохновлена личной жизнью Бибера и сопутствующими ей комплексами. «Daisies» исследует историю отношений Бибера с его женой Хейли Бибер и подчёркивает его преданность ей. Он размышляет о времени, проведённом в разлуке, и трудностях, с которыми они столкнулись вместе, а также признаёт трудности, с которыми им пришлось столкнуться. Певец иногда испытывает неуверенность и сомнения в своей любви, но остаётся верен своему стремлению преодолеть трудности, в конечном итоге обретая ясность и стремление к воссоединению со своей второй половинкой.

## Отзывы
Оценивая все треки альбома, Линдси Хэвенс из Billboard поставила «Daisies» на первое место, отметив, что она переносит слушателя в «интимную» обстановку, где песня, возможно, была записана, в «маленькое, уютное и, вероятно, туманное место». По словам Хэвенс, Бибер никогда ещё «не звучал так реалистично». Янник Гёльц из Laut.de назвал песню абсолютным «лучшим треком» за её «фолковое и органичное» звучание и «цепляющую» структуру, сравнив её с музыкой Fleetwood Mac. После выхода песни бывший менеджер Бибера, Скутер Браун, назвал «Daisies» своей любимой песней в альбоме.

## Коммерческий успех
Песня дебютировала на втором месте в американском чарте Billboard Hot-100, став 27-м хитом Бибера в топ-10. Также она дебютировала на первом месте в Streaming Songs (его 7-й чарттоппер). «Daisies» принесла Биберу 43-е попадание в топ-20 Hot 100 (делая восьмое место с The Beatles и Рианной) и 58-е попадание в топ-40.

## Чарты

### Еженедельные чарты
| Чарт (2025)                             | Высшая позиция |
| --------------------------------------- | -------------- |
| Австралия (ARIA)                        | 1              |
| Австрия (Ö3 Austria Top 40)             | 8              |
| Бельгия/Фландрия (Ultratop 50)          | 13             |
| Канада (Billboard Canadian Hot 100)     | 2              |
| Чехия (Singles Digitál Top 100)         | 99             |
| Германия (GfK)                          | 22             |
| Мир (Billboard Global 200)              | 3              |
| Ирландия (IRMA)                         | 2              |
| Нидерланды (Dutch Top 40)               | 11             |
| Нидерланды (Single Top 100)             | 9              |
| Новая Зеландия (Recorded Music NZ)      | 1              |
| Норвегия (IFPI Norge)                   | 4              |
| Республика Корея (Circle Digital Chart) | 108            |
| Швеция (Sverigetopplistan)              | 3              |
| Швейцария (Schweizer Hitparade)         | 7              |
| Великобритания (OCC UK Singles)         | 1              |
| США (Billboard Hot 100)                 | 2              |
| США (Billboard Adult Pop Airplay)       | 16             |
| США (Billboard Pop Airplay)             | 8              |

## Сертификации
| Регион                                                                      | Сертификация | Продажи |
| --------------------------------------------------------------------------- | ------------ | ------- |
| Новая Зеландия (RMNZ)                                                       | Золотой      | 15 000  |
| Данные о продажах + прослушиваниях приведены только на основе сертификации. |              |         |

## История релиза
| Регион | Дата         | Формат                 | Лейбл                | Ссылка |
| ------ | ------------ | ---------------------- | -------------------- | ------ |
| Италия | 14 июля 2025 | Радиоротация           | Island Records Italy | [ 32 ] |
| США    | 16 июля 2025 | Contemporary hit radio | Def Jam              | [ 33 ] |